# Wildbannforst

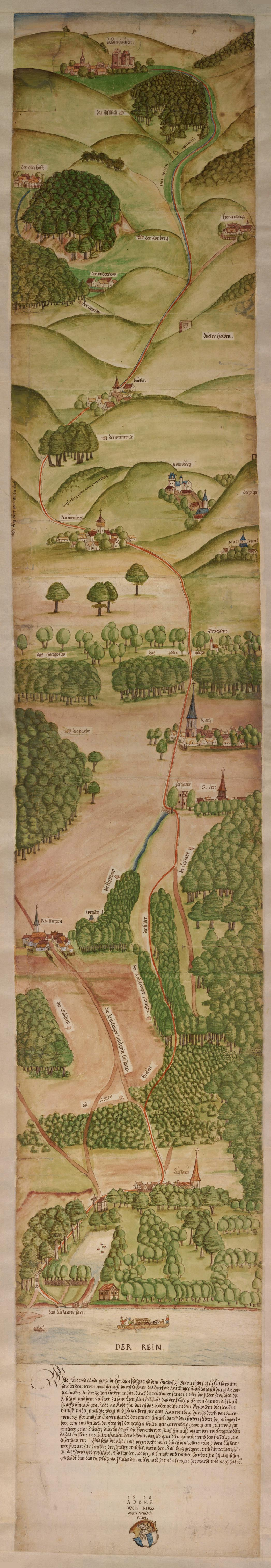
Frontière du Wildbann entre le Palatinat du Rhin et la Principauté épiscopale de Spire, 1548

Une Wildbann (interdiction sauvage) faisait référence à un droit de chasse (de) royal spécial dans le Saint-Empire romain germanique du IXe au XVe siècle. La région incluse dans le Wildbann est appelée Wildbannforst ou Bannforst ou encore Königsforst, la forêt royale. Les wildbänne ne se limitaient pas à l'origine aux forêts.

## Histoire
Au début, le droit de chasser (généralement uniquement le Hohe Jagd (de), la haute chasse, la chasse au gros gibier) dans la zone restreinte (ban) était réservé au roi seul. Le droit de chasser dans le Wildbann était souvent transmis à d'autres par les rois ; le Wildgeld devait être payé pour cela. Au nom du roi, les ministres impériaux qui supervisaient la Reichswald (en), la forêt impériale respective, étaient également autorisés à y chasser, comme pour les seigneurs de Hagen-Münzenberg (de) dans la Wildbann Dreieich (de), la réserve faunique de Dreieich.
Avant le XIXe siècle, les Forst royales étaient appelées forestes (singulier : forestis). Un forestis était un district d'utilisation légalement réservé au roi. Fin VIe siècle, les rois francs, et plus tard les ducs et autres grands de l'empire, ont commencé à soustraire de vastes forêts au grand public. Ils les ont déclarées Forsten (forestes), c'est-à-dire  des districts juridiques séparés dans lesquels ils déterminaient seuls l'utilisation de la forêt, la chasse et la pêche. Un forestis pourrait également inclure des terres agricoles et des friches en plus de la forêt . Ce droit d'usage comprenait l'utilisation des produits forestiers, la chasse, la pêche et le défrichement. Le droit royal de disposer de terres inhabitées (ius eremi) était la base juridique de l'établissement des forestes. À partir du VIIIe siècle, l'église et la noblesse ont également déclaré telles certaines forêts ou repris les anciennes forêts royales. Les forêts restant en possession du roi, à condition qu'elles n'appartiennent pas au Hausgut (de) (domaine) privé du roi élu respectif, formaient les forêts impériales (Reichswald (de)), qui appartenaient au domaine impérial (Reichsgut (de)).
En raison de l'importance accrue de la chasse au cours du IXe siècle, le nom a changé de forestis à Wildbann. Ce Wildbann était un district de chasse sous ban royal (Königsbann Bann (Recht) (de)) qui s'étendait sur une zone pouvant appartenir à différents propriétaires. Outre le droit de chasser, le roi exerçait également la tutelle forestière sur sa réserve faunique.
À partir du XVe siècle, le mot Wildbann a été remplacé par le terme Forst. À l'époque, la forêt désignait un espace sur lequel s'exerçait la souveraineté forestière (Forsthoheit (de)). Mais plusieurs siècles plus tôt, pour protéger une telle zone et le gibier qui faisait l'objet d'une grande chasse, plusieurs Wildhube (de) (Littéralement pôles de gibier, fermes de peuplement) avaient été mis en place. Les fermes du Wildhuben étaient habitées par des forestiers (förstern issu du Ebenbürtigkeit (de), la petite noblesse), qui appartenaient généralement à un gestionnaire forestier (par ex. le Forstmeister von Gelnhausen (de) pour la Forêt de Büdinger (de)) ou un Vogt et devait surveiller une partie de la forêt. En plus de celle-ci, la tutelle forestière (Waldaufsicht) était également assurée par une juridiction distincte (Holzgericht (de), Förstergericht, tribunal forestier pour les villages forestiers).

## Littérature
- Richard B. Hilf : Der Wald. Wald und Weidwerk in Geschichte und Gegenwart – Erster Teil [Reprint]. Aula, Wiebelsheim 2003,  (ISBN 3-494-01331-4)
- Hans Hausrath : Geschichte des deutschen Waldbaus. Von seinen Anfängen bis 1850. Schriftenreihe des Instituts für Forstpolitik und Raumordnung der Universität Freiburg. Hochschulverlag, Freiburg im Breisgau 1982,  (ISBN 3-8107-6803-0)

## Détails
1. ↑  Winfried Freitag: Wald, Waldnutzung, in: Historisches Lexikon Bayerns, 27. November 2014, abgerufen am 26. Oktober 2015

- GND